# أنتيوان روبنسون
أنتيوان روبنسون (بالإنجليزية: Antywane Robinson)‏ مواليد 12 يوليو 1984 في تشارلوت، هو لاعب كرة سلة أمريكي. بدأ مسيرته الاحترافية في سنة 2006. يلعب في الدوري الفرنسي لكرة السلة الدرجة الأولى. يحمل الرقم 6. يبلغ طوله 6 قدم 7 بوصة (2.0 م).

## المسيرة الاحترافية
لعب مع شوليه باسكت في الدوري الفرنسي من سنة 2008 إلى 2011، ثم لعب مع إردميرسبور في موسم 2011–2012، ثم لعب مع نيو باسكت برينديزي في الدوري الإيطالي في موسم 2012–2013، ثم لعب مع في إي إف ريغا في موسم 2013–2014.

## روابط خارجية
- أنتيوان روبنسون على موقع كرة السلة الأوروبية.كوم (الإنجليزية)
- أنتيوان روبنسون على موقع DraftExpress.com (الإنجليزية)
- أنتيوان روبنسون على موقع كلية كرة السلة في سبورتس رفرنس.كوم (الإنجليزية)
- أنتيوان روبنسون على موقع ريلجم (الإنجليزية)
- أنتيوان روبنسون على موقع بروبوليرز (الإنجليزية)
- أنتيوان روبنسون على موقع سبورتس رفرنس (الإنجليزية)
- أنتيوان روبنسون على موقع سبورتس رفرنس (الإنجليزية)